# Charles Fehrenbach
Pour les articles homonymes, voir Fehrenbach.
Charles Fehrenbach est un astronome français, né le 29 avril 1914 à Strasbourg, mort le 9 janvier 2008 à Nîmes.
Il a été l'un des principaux acteurs de la réalisation des instruments optiques ayant permis à l'astrophysique française puis européenne du XXe siècle de naître et se développer.
Il a été élu correspondant de l'Académie des sciences le 18 février 1963, et membre de cette académie le 12 février 1968 dans la section Sciences de l'Univers. 

## Biographie
Charles Fehrenbach naît  en 1914 à Strasbourg, où son père était cheminot. En 1931, le jeune astronome amateur qu’il est entre au groupe d’Alsace de la Société astronomique de France, encouragé par Madame Gabrielle Camille Flammarion, et y fait une rencontre qu'il considèrera lui-même comme « la chance de sa vie » : celle d’André Danjon qui le guidera dans sa future carrière. Il assiste également à la même période à une conférence de Reysa Bernson, secrétaire de l'Association astronomique du Nord et figure importante de l'astronomie amateur dans l'entre-deux-guerres. Cette conférence semble aussi avoir joué un rôle déterminant dans ses choix d'orientation professionnelle. 
L'astronomie française était alors très faiblement dotée et c'est la Fondation Dina qui vint lui apporter un soutien décisif permettant notamment la création du laboratoire d'optique de l'observatoire de Paris puis celle en 1936 de l'observatoire de Haute-Provence dont Charles Fehrenbach assurera plus tard la direction.
Il termine ses études dans la capitale alsacienne, passe l’agrégation de sciences physiques en 1937 pour être nommé professeur au lycée Saint-Charles à Marseille, avant d’être détaché en janvier 1942 (à 500 mètres de là) à l’observatoire de Marseille dont il sera le directeur de 1948 à 1971. Il soutient en 1947 à Paris une thèse de doctorat ès sciences mathématiques : La mesure des vitesses radiales au prisme objectif. En 1943 il est nommé directeur-adjoint de l’observatoire de Haute-Provence (OHP). Il en sera ensuite directeur de 1966 à 1983 et en fera pendant de nombreuses années le plus grand observatoire d’Europe. Bien après son mandat, les premières planètes extrasolaires y seront découvertes en 1995. Durant ces années il enseigne simultanément l'astronomie à l'Université de Marseille.
Il est l'un des premiers à comprendre que l'essor de l'astrophysique réclame une exploration poussée du ciel austral (lequel offre en particulier à notre vue les fameux nuages de Magellan). Cette recherche exige la construction de grands observatoires, fruits d'une collaboration nécessairement internationale, dans laquelle Charles Fehrenbach joue un rôle de pionnier. Il participe à la création de l'European Southern Observatory (ou ESO), qui lui doit le sigle sous lequel cet observatoire, l'un des plus grands du monde, est désormais célèbre. Après l’installation, durant quelques années, d’une station d’observation en République sud-africaine, il est l’un des principaux acteurs de la naissance, au Chili, de l’observatoire de La Silla doté d’un télescope de 3,60 m de diamètre et de la construction du télescope Canada-France-Hawaii (ou CFHT) de même puissance placé à l’observatoire du Mauna Kea à Hawaii. Cette implantation de grands instruments au Chili aboutira à la création du Very Large Telescope (ou VLT). Charles Fehrenbach dirige durant 10 ans la Commission des Instruments de l’ESO et préside également le Bureau des longitudes dont il était membre depuis 1956. 
Scientifiquement, on lui doit l'invention et la mise au point du prisme-objectif portant son nom permettant la mesure précise des vitesses radiales de nombreuses étoiles « simultanément ». Il appliqua cette méthode à l’étude de la dynamique des Nuages de Magellan.
En hommage à son action en faveur du progrès de la science et de la diffusion de la connaissance, le nom de Charles Fehrenbach a été donné depuis 1963 à l’astéroïde n° 3433, petit monde situé à des centaines de millions de kilomètres de la Terre.

## Distinctions
- Correspondant de l’Académie des sciences à partir du 18 février 1963
- Membre de l’Institut depuis le 12 février 1968
- Commandeur des Palmes académiques
- Professeur émérite de l’Université de Genève
- Médaille d’Or du CNRS en 1977,
- Prix Jules-Janssen et Prix Manley Bendall de la Société astronomique de France (SAF).

## Publications
- Charles Fehrenbach (préf. Hubert Curien), Des hommes, des télescopes, des étoiles, Paris, Vuibert Société astronomique de France, 6 septembre 2007, 346 p. (ISBN 978-2-7117-4038-3).